# Rhinaixa Duque-Thüs
Rhinaixa Victoria Duque-Thüs (* 26. August 1970 in Caracas, Venezuela) ist eine deutsche Botanikerin, die als international bekannte Expertin für Pflanzenbestimmung und Pflanzen-Ornamentik gilt und als Kuratorin das Herbarium der Universität Hohenheim leitet.

## Leben und Wirken
An der Universidad Central de Venezuela in Caracas studierte Rhinaixa Duque Biologie und erwarb das entsprechende Lizentiat 1997. Danach war sie als Dozentin für Biologie und Umwelterziehung tätig, und zwar in der Universidad Nueva Esparta, Caracas, und der Universidad Central de Venezuela Jardín Botánico de Caracas. Als Botanikerin und Kustodin war sie für Öffentlichkeitsarbeit und Betreuung der Lebend-Kulturensammlung der Bromelien und Orchideen zuständig.
1999 erhielt sie ein DAAD-Stipendium für Deutschland und studierte und promovierte an der Johann Wolfgang Goethe-Universität Frankfurt am Main bei Georg Zizka mit dem ThemaːBeiträge morphologischer und anatomischer Merkmale, insbesondere der Fruchtknoten und Samenanlagen zur Taxonomie und Systematik der Bromelioideae (Bromeliaceae).
2009 trat sie in die Botanik-Abteilung des Natural History Museum (NHM) in London ein und wurde Datenbank-Assistentin für Moose, Algen, Farne und Gefäßpflanzen. Gleichzeitig war sie in der Öffentlichkeitsarbeit engagiert sowie bei der Überwachung und Bekämpfung von Schadinsekten und Optimierung der klimatischen Bedingungen im Sammlungsbereich eingesetzt.
Ab 2011 absolvierte sie wissenschaftliche Volontariate bzw. als Sammlungsmanagerin im NHM (Abteilungen für Entomologie & Botanik) und in den Royal Botanic Gardens Kew. Von 2013 bis März 2016 war sie in den Royal Botanic Gardens Kew, Jodrell Laboratories, Kuratorin und Sammlungsmanagerin mit Vorträgen und Führungen für Botschaftsangehörige und für Gruppen kommerzieller Partner – z. B. Rolls-Royce, Microsoft, Leica – für Schulen und Studierende und wirkte in der BBC-Channel-5-Dokureihe A year in bloom mit.
Im September 2017 wechselte Rhinaixa Duque-Thüs zur Universität Hohenheim ins Institut für Biologie als Kuratorin, Präparatorin und Herbarverwalterin. Zusätzlich hatte sie auch Engagements im Naturkundemuseum Stuttgart im Forschungsprojekt Bärlappe in Baden-Württemberg, gefördert durch die Stiftung Naturschutzfonds Baden-Württemberg.

## Mitgliedschaften und Ehrungen
- Natural Sciences Collection Association (NatSCA) NATSCA Organisation
- September 1997 Award “20 de Septiembre” Beste Nachwuchsdozentin, Universidad Nueva Esparta. Caracas.
- Oktober 1998 – März 1999 DAAD-Stipendium. Deutschkurs am Goethe-Institut, Mannheim.
- April 1999 – April 2004 Doktoranden Stipendium “FUNDAYACUCHO-DAAD” (“Fundación Gran Mariscal de Ayacucho - Venezuelan Academic Exchange Service & Deutscher Akademischer Austauschdienst”).
- April 2013 “Make a Difference Award”, Royal Borough of Kensington and Chelsea, London, UK
- Beste Volontärin des Jahres 2013 am Natural History Museum London.